# Arenga
Arenga – część dokumentu zawierająca ogólne powody jego wystawienia.

## Dokumenty średniowieczne
Zazwyczaj klasyfikowana jest jako część korpusu (kontekstu) dokumentu.  W dokumencie średniowiecznym miała pełnić rolę propagandową i perswazyjną, zawierała często motywy religijne. Stanowiła przejście od protokołu, czyli wstępu, do kontekstu, czyli tekstu zasadniczego dokumentu. Stanowiła najczęściej sentencję zawierającą cytat z Biblii, bądź inny fragment tekstu religijnego lub filozoficznego, mającą umotywować sens wydania dokumentu. Stanowiła zazwyczaj fragment dokumentu o najbardziej literackich walorach. W przypadku dokumentów nadań mogła zawierać ogólny opis zasług i walorów odbiorcy.
Od XIV wieku zniknęła z niektórych dokumentów, szczególnie nietrwałych, tj. listy, mandaty. Nadal pojawiała się w dokumentach o charakterze wieczystym.

## Wieki późniejsze
Obecnie arenga stanowi część składową preambuły umowy międzynarodowej. Wskazuje się w niej motywy, dla których umowa została zawarta. 
Jest wiele rodzajów arend, np.:
- arengi majestatyczne – związane ze sprawowaniem władzy, wymienia się cnoty władcy, powołuje na boską legitymację władzy.
- arengi religijne – stanowiły swego rodzaju katechezę (mogły pojawiać się cytaty z Pisma Świętego)
- arengi przemijania (memoracyjne) – inaczej zwane: typu memoria-oblivio – o przemijaniu ludzkiej pamięci, tłumaczą, dlaczego dokumenty powinny być sporządzane.